# Loreto Urbina
Loreto Urbina (La Serena, Región de Coquimbo) es una periodista chilena.

## Vida profesional
En el año 2005 Urbina fue elegida Reina Guachaca en la Cumbre regional Guachaca realizada en el Coliseo Monumental de La Serena.
Actualmente trabaja en el departamento de prensa de TVN Red Coquimbo donde es reportera y conductora del noticiero 24 Horas al día: Red Coquimbo y además los días jueves en 24 Horas central: Red Coquimbo presenta los panoramas y la cartelera cultural regional para los fines de semana.